# Hyposmocoma kaupo
Hyposmocoma kaupo — вид моли эндемичного гавайского рода Hyposmocoma.

## Распространение
Обитает на востоке острова Мауи, в районе Каупо-Гэп, по которому и была названа.

## Описание
Размах крыльев 12,2—13,3 мм. Личинки обитают покрытых лишайником прибрежных скалах. Питаются лишайником.